# Janko Veber
Janko Veber, slovenski politik, poslanec in inženir gradbeništva, * 30. julij 1960, Ljubljana.
V 12. vladi Republike Slovenije pod vodstvom Mira Cerarja je vodil Ministrstvo za obrambo. 9. aprila je bil s funkcije razrešen zaradi afere Veberkom.
19. decembra 2017 je izstopil iz poslanske skupine SD, 8. januarja 2018 pa tudi iz stranke. Ustanovil je lastno stranko Sloga, ki pa na naslednjih državnozborskih volitvah ni dosegla vidnega uspeha.

## Poslanec Državnega zbora RS
- Poslanec (1.) ZLSD 2. državnega zbora Republike Slovenije (1996–2000)
- Poslanec (2.) ZLSD 3. državnega zbora Republike Slovenije (2000–2004)
- Poslanec (3.) ZLSD 4. državnega zbora Republike Slovenije (2004–2008)
- Poslanec (4.) SD 5. državnega zbora Republike Slovenije (2008–2011)
- Poslanec (5.) SD 6. državnega zbora Republike Slovenije (2011–2014)
- Poslanec (6.) SD 7. državnega zbora Republike Slovenije (2014)

V drugem mandatu 2004–2008 je bil član naslednjih delovnih teles: 
- Odbor za okolje in prostor,
- Odbor za kmetijstvo, gozdarstvo in prehrano (podpredsednik) in
- Odbor za promet.